# Пайц
Пайц (нім. Peitz) — місто в Німеччині, розташоване в землі Бранденбург. Входить до складу району Шпре-Найсе. Центр об'єднання громад Пайц.
Площа — 13,38 км2. Населення становить 4372 ос. (станом на 31 грудня 2020).